# Sacy-le-Grand
Sacy-le-Grand település Franciaországban, Oise megyében. Lakosainak száma 1578 fő (2022. január 1.). Sacy-le-Grand Épineuse, Avrigny, Catenoy, Choisy-la-Victoire, Cinqueux, Labruyère, Monceaux, Pont-Sainte-Maxence, Rosoy és Saint-Martin-Longueau községekkel határos.

## Népesség
A település népessége az elmúlt években az alábbi módon változott:
| Lakosok száma | 1414 | 1487 | 1552 | 1542 | 1549 | 1594 | 1589 | 1583 | 1578 |
|               | 2013 | 2015 | 2016 | 2017 | 2018 | 2019 | 2020 | 2021 | 2022 |